# Forbri mac Fine
Forbri mac Fine – legendarny król Munsteru z rodu Milezjan (linia Itha), syn Fine’a (Finna), w trzynastym stopniu potomka Itha mac Breogan, stryja Mileda, eponima Milezjan. Munster w przeciwieństwie do innych regionów był rządzony przez dwóch królów. Drugim królem był Lugaid II Alludach. Forbri panował w okresie powstania ludu Aithech Tuatha, wywodzącego się z Firbolgów. Za ich sprawą doszło do rzezi w Magh Bolg, w której zginął arcykról Fiacha V Finnfolaid. Forbri brał w tym udział obok innych prowincjonalnych królów irlandzkich: Elima mac Conrach z Ulsteru, Sanba Sithchenna mac Cet z Connachtu oraz Eochaida Ainchenna z Leinsteru. Fiacha stracił dzieci oprócz jednego syna, który był w łonie matki Eithne, córki króla Alby (ob. Szkocja), Tuathala Techtmara.